# Ilhéu da Cevada
O ilhéu da Cevada é um ilhéu na Ponta de São Lourenço, situado na freguesia do Caniçal, Machico, na Região Autónoma da Madeira.